# Elezioni regionali in Sardegna del 1984
Le elezioni regionali in Sardegna del 1984 si tennero il 24 giugno.
Dopo che il costante declino del Dopoguerra li aveva portati ad un passo dalla scomparsa, i sardisti avevano scelto di giocarsi il tutto per tutto radicalizzandosi su posizioni secessioniste, una mossa che venne ampiamente premiata. Il postulato di questa opzione era tuttavia la contrapposizione al governo nazionale. Fu così che nacque l’anomalia sarda: gli azionisti giunsero per la prima volta alla guida della regione (c'era stato invero un tentativo anno prima, ma non ottenne la fiducia),  ma con una formula che rimise insieme comunisti e socialisti in una giunta di sinistra che, altro notevole risultato, durò con qualche rimpasto tutta la legislatura.

## Risultati
| Liste                                                             | Voti    | %     | Seggi |
| ----------------------------------------------------------------- | ------- | ----- | ----- |
| Democrazia Cristiana (DC)                                         | 316.980 | 31,98 | 27    |
| Partito Comunista Italiano (PCI)                                  | 285.387 | 28,80 | 24    |
| Partito Sardo d'Azione (PSd'Az)                                   | 136.720 | 13,80 | 12    |
| Partito Socialista Italiano (PSI)                                 | 100.435 | 10,13 | 8     |
| Partito Socialista Democratico Italiano (PSDI)                    | 43.046  | 4,34  | 4     |
| Partito Liberale Italiano-Partito Repubblicano Italiano (PLI-PRI) | 39.580  | 3,99  | 3     |
| Movimento Sociale Italiano - Destra Nazionale (MSI-DN)            | 39.091  | 3,94  | 3     |
| Partito Radicale-Partito Nazionale Pensionati (PR-PNP)            | 14.244  | 1,44  | -     |
| Democrazia Proletaria (DP)                                        | 9.348   | 0,94  | -     |
| Paris                                                             | 6.279   | 0,63  | -     |
| Totale                                                            | 991.020 |       | 81    |

| Riepilogo dei seggi | Riepilogo dei seggi | Riepilogo dei seggi | Riepilogo dei seggi | Riepilogo dei seggi | Riepilogo dei seggi | Riepilogo dei seggi |
| ------------------- | ------------------- | ------------------- | ------------------- | ------------------- | ------------------- | ------------------- |
|                     |                     |                     |                     |                     |                     |                     |
| PCI                 | 24                  | ▲ 2                 |                     | PSI                 | 8                   | ▼ 1                 |
| PSDI                | 4                   | ━                   |                     | PSd'Az              | 12                  | ▲ 9                 |
| PLI - PRI           | 3                   | ▼ 1                 |                     | DC                  | 27                  | ▼ 5                 |
| MSI-DN              | 3                   | ▼ 1                 |                     | PR                  | 0                   | ▼ 2                 |